# Bourg-en-Bresse
Bourg-en-Bresse (uttal (fil)) är kommun och huvudort i departementet Ain som ligger i östra Frankrike. Bourg-en-Bresse hade 42 065 invånare år 2022.
Bourg-en-Bresse är särskilt känt för sin kyrka, Notre Dame-en-Brou, byggd under början av 1500-talet i rik sengotik med vackra glasmålningar och korstolar samt flera gravmonument. Bland dessa är särskilt det över Filip den sköne och hans gemål berömt.

## Demografi
| Område                             | Areal (km²) | Invånarantal 8 mars 1999 | Invånarantal 1 juli 2005 |
| ---------------------------------- | ----------- | ------------------------ | ------------------------ |
| Storstadsregion (Aire urbaine)     | 864,50      | 101 016                  | Ingen uppgift            |
| Urbaniserat område (Agglomération) | 102,40      | 57 198                   | Ingen uppgift            |
| Kommun                             | 23,86       | 40 666                   | 40 300                   |

Antalet invånare i kommunen Bourg-en-Bresse
| Referens: INSEE |